# Habakuk (Borowkow)
Habakuk, imię świeckie Grigorij Antonowicz Borowkow (ur. w maju 1892 w Ufie, zm. 15 października 1937 w Karelii) – rosyjski biskup prawosławny.

## Życiorys
Ukończył gimnazjum w Ufie w 1911, a następnie wydział fizyczno-matematyczny Cesarskiego Uniwersytetu w Kazaniu w 1916. Po ukończeniu studiów pracował do 1922 jako nauczyciel fizyki. Pod wpływem biskupa ufijskiego Andrzeja zaczął także pracować na rzecz Cerkwi Rosyjskiej i w 1919 został wyświęcony na diakona. W 1922 złożył wieczyste śluby mnisze, po czym został wyświęcony na hieromnicha, w tym też roku otrzymał godność ihumena. 
28 listopada 1922 w Moskwie w tajemnicy przyjął chirotonię biskupią z rąk biskupa ufijskiego Andrzeja, stierlitamackiego Marka oraz birskiego Trofima. Jego święcenia biskupie potwierdził następnie patriarcha Tichon. Nosił odtąd tytuł biskupa staroufijskiej, wikariusza eparchii ufijskiej, żył w Ufie. Według historyka Cerkwi, metropolity Manuela (Lemieszewskiego), podobnie jak biskup Andrzej związał się z ruchem staroobrzędowym i w 1926 został z tego powodu suspendowany. W końcu grudnia 1922 został aresztowany za zwalczanie ruchu Żywej Cerkwi, prowadzenie lekcji religii dla młodzieży, organizowanie religijnych kółek młodzieżowych oraz szerzenie wśród młodych ludzi idei antyradzieckich. Skazany na trzyletnią zsyłkę, odbywał karę w Okręgu Autonomicznym Komi. W 1927 wrócił do Ufy i z woli zorganizowanego przez siebie zjazdu duchowieństwa i świeckich został locum tenens miejscowej eparchii, działającym niezależnie od wskazanego na tę samą funkcję przez locum tenens Patriarchatu Moskiewskiego biskupa dawlekanowskiego Jana. W grudniu 1927 został aresztowany. Według części źródeł został pozbawiony prawa pobytu w Moskwie i sześciu innych wyznaczonych miastach ZSRR oraz zobowiązany do pozostawania w stałym miejscu zamieszkania przez trzy lata. Według innych został skazany na pięć lat łagru.
W 1928 przebywał w Czelabińsku, następnie w Uljanowsku. W tym samym roku objął na krótko katedrę uljanowską w ramach struktur grigoriewskich, po czym całkowicie zaprzestał pracy duszpasterskiej. Aresztowany po raz kolejny w 1931, został oskarżony o kierowanie organizacją cerkiewno-sekciarską, zajmującą się agitacją antyradziecką, działalnością antyrządową na wsi oraz tworzeniem kontrrewolucyjnych organizacji religijnych w środowisku mniejszości narodowych. Nie przyznał się do winy. Skazany na dziesięć lat łagru, karę odbywał przy budowie Kanału Białomorsko-Bałtyckiego. Po sześciu latach został aresztowany na terenie obozu i skazany na karę śmierci, a po kilkunastu dniach rozstrzelany.